# Борис Парашкевов
Борис Димитров Парашкевов е български езиковед, професор по историческа граматика и история на немския език в Софийския университет и преводач на художествена, научна, научно-популярна и езотерична литература. Основател на катедрата по скандинавистика на Софийския университет.
Автор е на над 200 публикации (монографии, студии, статии, езикови бележки, рецензии) в България и чужбина по въпроси на немската и българската граматика, етимология, лексикология, словообразуване, съпоставително езикознание, езикова култура и езикови контакти, в частност заемки от немски и други езици в български. Член на Съюза на преводачите в България от 1975 и един от учередителите на Съюза на германистите в България , член на редакционния съвет на списание „Балканско езикознание“, на редакционната колегия на списание „Съпоставително езикознание“ и член на редакционната колегия на Годишника на СУ-ФКНФ.

## Биография
Роден е на 15 април 1938 г. в Русе.
През 1961 г. завършва немска филология в Софийския държавен университет. През 1964 – 1967 г. е докторант в Лайпцигския университет, където защитава дисертация на тема Entwicklung der Adjektivadverbien im Ostmitteldeutschen vom Beginn der Überlieferung bis Luther и получава научна степен доктор по философия. От 1968 г. е асистент, от 1979 г. – доцент, а от 1989 г. – професор по история и историческа граматика на немския език в Катедрата по германистика към Факултета по класически и нови филологии на Софийския университет. Гост-професор в Пловдивския университет „Паисий Хилендарски“ (1993 – 2003). Води курсове по увод в немската диалектология, историческа фонология и историческа лексикология на немския език и други дисциплини.
Съосновател и първи ръководител на Катедрата по скандинавистика (1991 – 1999). През 1974 – 1978 г. е лектор по български език в Хелзинкския университет, през 1981 – 1982 г. е стипендиант на Фондация „Александер фон Хумболт“ в Бон, през 1989 г. – гост-професор в Университета на щата Делауеър. Участва в международни научни събития в Германия, Австрия, Финландия, Полша, Румъния, Словения, Унгария.
Умира на 2 октомври 2021 г.

### Езикознание
За българския език
- Етимологични дублети в българския език. Народна просвета, София, 1987
- Немски елементи в говора на банатските българи. Университетска библиотека № 452. София, 2007
- Етимологични дублети в българския език. Енциклопедичен речник на думи и имена с единно лексикално първоначало. ИК ЕМАС, София, 2008
- Отименна лексика в словника на българския език. Енциклопедичен речник на производни от собствени имена. Издателство „Изток-Запад“, София, 2011
- М. Костова, Б. Парашкевов, М. Славова, Н. Георгиева, М. Димитрова. Корективен речник на чужди думи в българския език. Университетско издателство „Св. Климент Охридски“, София, 2012
- Народни етимологии. Думи и имена с вторична семантична и морфологична мотивация. Издателство „Изток-Запад“, София, 2013
- Малък речник на етимологични дублети в българския език. Издателство „Слово“, Велико Търново, 2014
- Българска транскрипция на немски имена. Издателство „Изток-Запад“, София, 2015
- От дума на дума... Занимателна лексикология. Издателство „Изток-Запад“, София, 2017
- Немска лексика в българския език. Морфосемантичен, словообразувателен и етимологичен обзор. Университетско издателство „Св. Климент Охридски“, София, 2021.

За немския език
- Wörter und Namen gleicher Herkunft und Struktur. Lexikon etymologischer Dubletten im Deutschen. Walter de Gruyter, Berlin/New York, 2004

### Преводи
От фински
- Апели. Любимецът на града. Отечество, София, 1979
- Лена Крун. В човешки дрехи. Повест за града. Отечество, София, 1981
- Мика Валтари. Синухе Египтянина. Народна култура, София, 1986 (преиздадена в Книжен тигър 1994, Еднорог 2002 и Изток-Запад 2025)

От немски
- Йохан Лудвиг Тик. Чудатости. В: Немски романтици. Народна култура, София, 1980, стр. 408 – 488
- Йохан Волфганг фон Гьоте. Родства по избор. В: Избрани творби, т. 4, стр. 183 – 416, София, Народна култура, 1980 (преиздадена като Сродства по избор. Хемус, 1999)
- Мартин Лутер. За свободата на християнина, Послание за превода, Към християнските благородници от немско потекло относно изправлението на християнската общност. Томас Мюнцер, Проповед пред князете, Изрично опровержение на фалшивата вяра и др. Във: Велики оратори. Наука и изкуство, София, 1984
- Ханс Якоб Кристоф фон Гримелсхаузен. Приключенията на Симплицисимус. Народна култура, София, 1990 (преработено и илюстровано издание в Изток-Запад, 2013)
- Рудолф Щайнер. Философия на свободата. Антропософско издателство „Димо Даскалов“, Стара Загора, 1993
- Рудолф Щайнер. Карма на неистината. Антропософско издателство „Димо Даскалов“, Стара Загора, 1996
- Песен за нибелунгите. ИК „ЕМАС“, София, 2005
- Аугусте Лехнер. Нибелунгите – разцвет и заник на един могъщ народ. ИК „ЕМАС“, София, 2006
- Аугусте Лехнер. Парцифал – в търсене на замъка на Свещения грал. ИК „ЕМАС“, София, 2007
- Аугусте Лехнер. Крал Артур – историята за крал Артур, за неговия загадъчен съветник Мерлин и рицарите на Кръглата маса. ИК „ЕМАС“, София, 2008
- Аугусте Лехнер. Илиада – гибелта на Троя. ИК „ЕМАС“, София, 2009
- Аугусте Лехнер. Одисея – митичният сюжет в нов прочит за юноши. ИК „ЕМАС“, София, 2009
- Готхолд Ефраим Лесинг. Ернст & Фалк. Масонски разговори. Издателство „Абагар“, Велико Търново, 2011
- Д-р Барбара Хендел, Петер Ферейра. Водата и солта – първоизточник на живота. За оздравителните сили на природата. Издателство „Зенит“, София, 2013
- Аугусте Лехнер. Песен за Роланд. ИК „ЕМАС“, София, 2013
- Волфганг Амадеус Моцарт, Емануел Шиканедер. Вълшебната флейта. Либрето. Издателство „Културни перспективи“, София, 2014 (Същото е заложено в Приказка за вълшебната флейта. Адаптация Юлия Спиридонова, илюстрации Петко Гелев. Издателство „Ентусиаст“, София, 2013)
- Аугусте Лехнер. Енеида – синът на богинята. ИК „ЕМАС“, София, 2014
- Аугусте Лехнер. Ивейн – една история за рицаря Ивейн и кралицата Лаудина, за дамата Лунета и лъва. ИК „ЕМАС“, София, 2014
- Томас Майсен. История на Швейцария. Издателство „Рива“, 2014
- Таня Кинкел. Алиенор – Аквитанската лъвица. ИК „ЕМАС“, София, 2015
- Ерик Валц. Марозия – Повелителката на папи. ИК „ЕМАС“, София, 2017
- Роза Шмит. Моят мъж, пенсионерът. ИК „ЕМАС“, София, 2018
- Валдтраут Левин. Доня Грасия Наси – Еврейката от Цариград. ИК „ЕМАС“, София, 2018
- Е.Т.А. Хофман. Непознатото дете. Издателство „Ентусиаст“, София, 2019
- Зигфрид Обермайер. Сафо. Древната поетеса на любовта. ИК „ЕМАС“, София, 2021

От немски съвместно с Фросина Парашкевова
- Ханс Бидерман, Речник на символите, Издателство „Рива“, София, 2003
- Норберт Борман, Речник на бъдното, Издателство „Рива“, София, 2004
- Ингрид Бон, Финландия – от наченките до наши дни, Издателство „Рива“, София, 2007
- Карл Воцелка, История на Австрия – култура, общество, политика, Издателство „Рива“, София, 2008
- Йоахим Хьослер, Словения – от наченките до наши дни, Издателство „Рива“, София, 2009
- Ингрид Бон, Кратка история на Стокхолм, Издателство „Рива“, София, 2010
- Михаел Гарлеф, Прибалтийските страни. Естония, Латвия, Литва. От Средновековието до наши дни, Издателство „Рива“, София, 2010

## Награди и отличия
- Годишна награда на Съюза на преводачите в България за превода на „Синухе Египтянина“ (1987)
- Отличителен знак „Калевала“ на финландското министерство на културата за превода на романа „Синухе Египтянина“ (1987)
- Хумболтова награда за популяризиране на германистиката в Югоизточна Европа (1994)
- Национална награда „Христо Г. Данов“ за превода на „Песен за нибелунгите“ (2006)[4]
- Почетен знак на Софийския университет „Свети Климент Охридски“ със синя лента (2013)